# Monimopetalum chinense
Monimopetalum chinense là một loài thực vật có hoa trong họ Dây gối. Loài này được Rehder mô tả khoa học đầu tiên năm 1926.